# Lokva Rogoznica

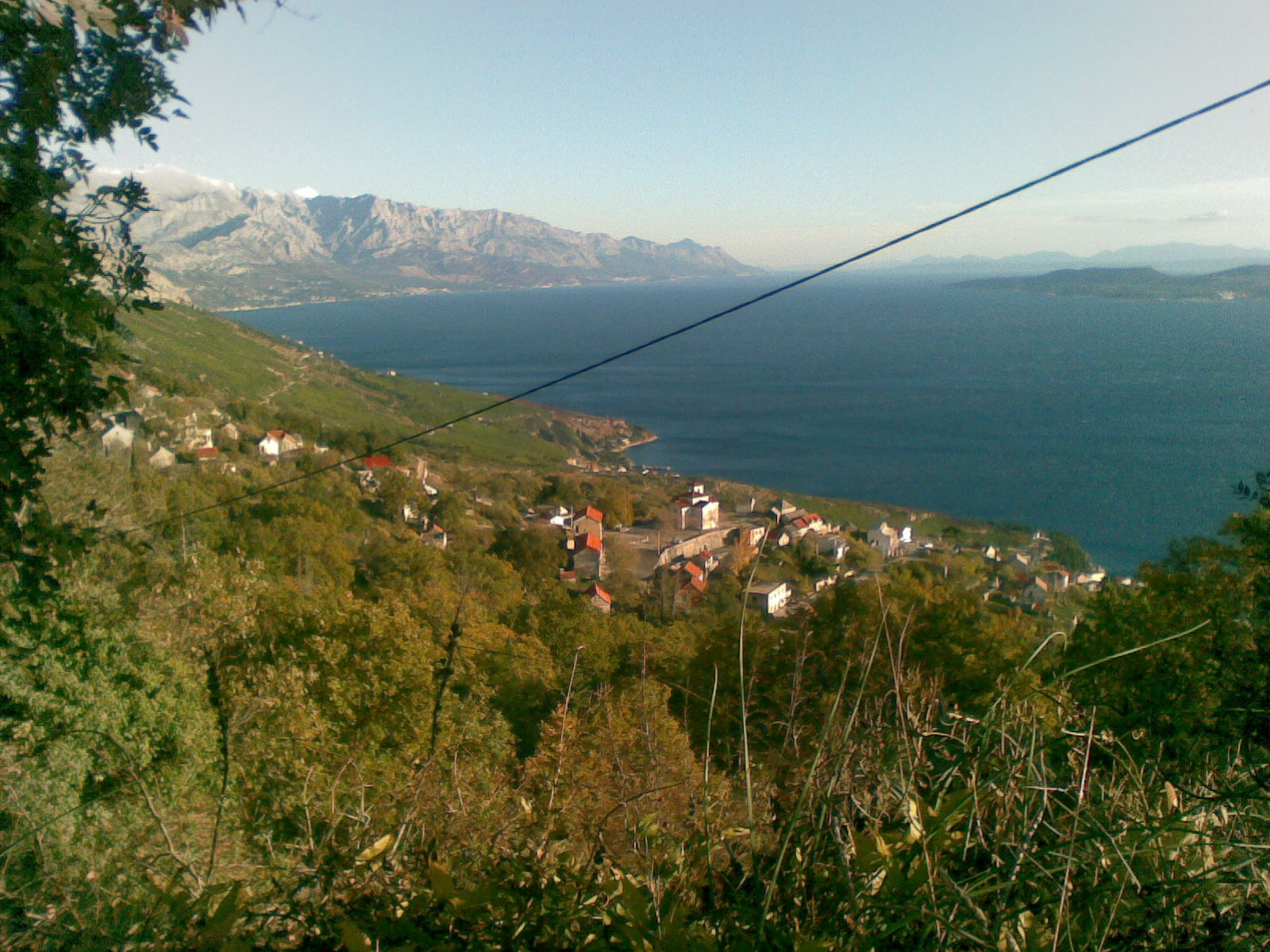
Pohled na letovisko Ruskamen

Lokva Rogoznica (do roku 1931 Rogoznica, poté až do roku 1991 Lokva, italsky Loqua-Rogosnizza di Almissa) je vesnice v Chorvatsku ve Splitsko-dalmatské župě. Je součástí opčiny města Omiš, od něhož se nachází asi 7 km jihovýchodně. V roce 2011 zde žilo celkem 397 obyvatel.
Samotná Lokva Rogoznica se nachází ve výšce 275 metrů nad mořem pod horou Vetrić (603 m) v pohoří Omiška Dinara. Rovněž ale zahrnuje několik přímořských letovisek u pobřeží, jako jsou Ivašnjak, Obriž, Ruskamen nebo Vojskovo. Nacházejí se zde pláže Artina, Rape, Prkanj a Vojskovo. Rovněž se u pobřeží rozkládá autokemp Sirena. Nacházejí se zde taktéž tři kostely; kostel svatého Kosmy a Damiána, kostel Nanebevzetí Panny Marie a kostel svatého Víta v osadě Gorica nacházející se severozápadně od Lokvy Rogoznice. V přímořských osadách se žádné kostely nenacházejí.
Lokvou Rogoznicí prochází župní silnice Ž6167, která ji spojuje s vesnicemi Marušići a Nemira (součást Omiše), a s přímořskými osadami, které jsou napojeny na silnici D8, je spojena pomocí župní silnice Ž6168. Pomocí nekvalitní serpentinové cesty je rovněž spojena s vesnicí Svinišće na druhé straně pohoří.